# Nyssodrysternum fasciatum
Nyssodrysternum fasciatum är en skalbaggsart som beskrevs av Gilmour 1960. Nyssodrysternum fasciatum ingår i släktet Nyssodrysternum och familjen långhorningar. Inga underarter finns listade i Catalogue of Life.